# Tricholepidion gertschi
Tricholepidion gertschi (лат.) — вид бескрылых насекомых из семейства Lepidotrichidae отряда щетинохвосток, единственный в роде Tricholepidion. Живое ископаемое.
Согласно исследованиям 2006 года, род Tricholepidion следует выделить в собственное семейство Tricholepidiidae Engel, 2006.

## Распространение
В ареал входят небольшие разрозненные изолированные участки на юге Орегона и на севере Калифорнии.